# صراع داخل الجماعة

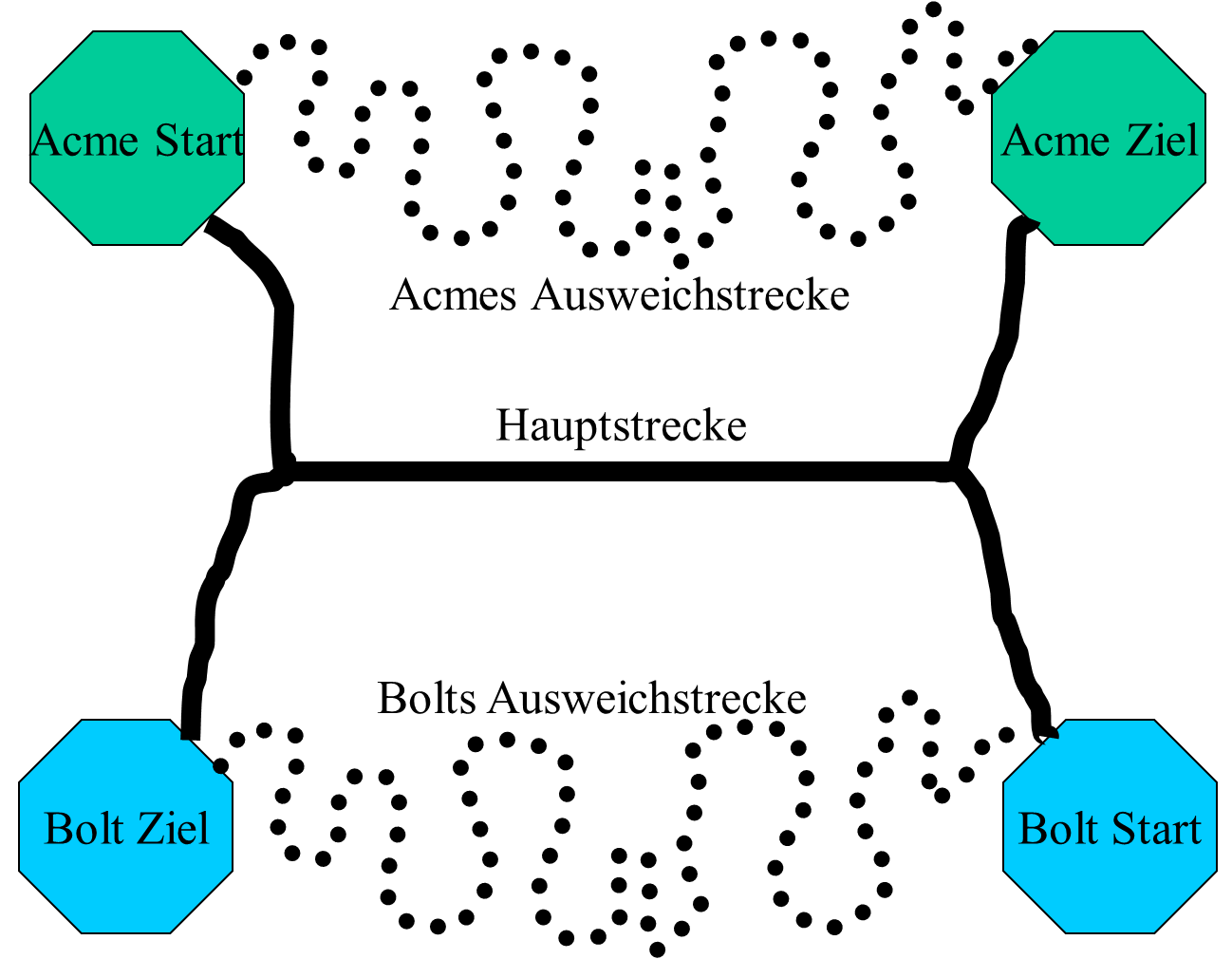

الصراع داخل الجماعة والصراع الداخلي والاقتتال عبارات عن الصراع بين عضوين أو أكثر من نفس المجموعة أو الفريق. وحظي الموضوع في السنوات الأخيرة باهتمام لعلماء ديناميات الجماعات متزايد. وقسم الصراع الداخلي إلى صراع في المهام (task conflict) وصراع في العلاقات (relationship conflict).